# Gare d'Olloy-sur-Viroin
La gare d'Olloy-sur-Viroin, est une gare ferroviaire belge de la ligne 132 de Charleroi à Treignes (frontière), située à Olloy-sur-Viroin sur le territoire de la commune de Viroinval en région wallonne dans la province de Namur.
C'est une halte située sur une section de ligne uniquement utilisée pour des circulations de trains touristiques du Chemin de fer à vapeur des Trois Vallées (CFV3V).

## Situation ferroviaire
Établie à 145 mètres d'altitude, la gare d'Olloy-sur-Viroin est située au point kilométrique (PK) 54,00 de la ligne 132 de Charleroi à Treignes (frontière), entre les gares de Nismes et de Vierves. Cette section de ligne est utilisée uniquement par les circulations de trains touristiques du CFV3V.

## Histoire
La Station d'Olloy est mise en service le 15 juin 1854 par la Société du chemin de fer de l'Entre-Sambre-et-Meuse lorsqu'elle ouvre à l'exploitation la section de Mariembourg à Vireux-Molhain (frontière) de sa ligne de Charleroi à la frontière de France.
Située dans le rayon réservé de la douane, il s'agit d'une station de 6e classe, puis de 5e vers 1879 et de 4e classe en 1892. Exploitée par la compagnie du Grand Central Belge de 1864 à 1897, elle entre ensuite dans le giron des Chemins de fer de l'État belge (future SNCB).
Le bâtiment voyageurs en briques rouges du plan type 1895 de l’État belge est édifié vers 1902-1904 simultanément avec celui de la gare de Silenrieux qui faisait partie du même lot pour un montant de près de 33 000 francs par gare. Il possède une aile de trois travées à gauche. Une halle à marchandises de type standard à trois travées, adjugée en 1902, a également été bâtie à proximité, en direction du nord.
La SNCB supprime le trafic des trains de voyageurs entre Mariembourg et Vireux en 1963 ; les trains de marchandises circulent à Olloy (trois fois par semaine) jusqu'en 1977 et, l'année suivante, le Chemin de fer à vapeur des trois vallées (CFV3V) démarre une exploitation touristique entre Mariembourg et Treignes.

## Service des trains touristiques
C'est une halte CFV3V qui utilise les quais pour des arrêts d'avril à octobre des circulations de trains touristiques (autorail ou vapeur) suivant le programme du CFV3V.

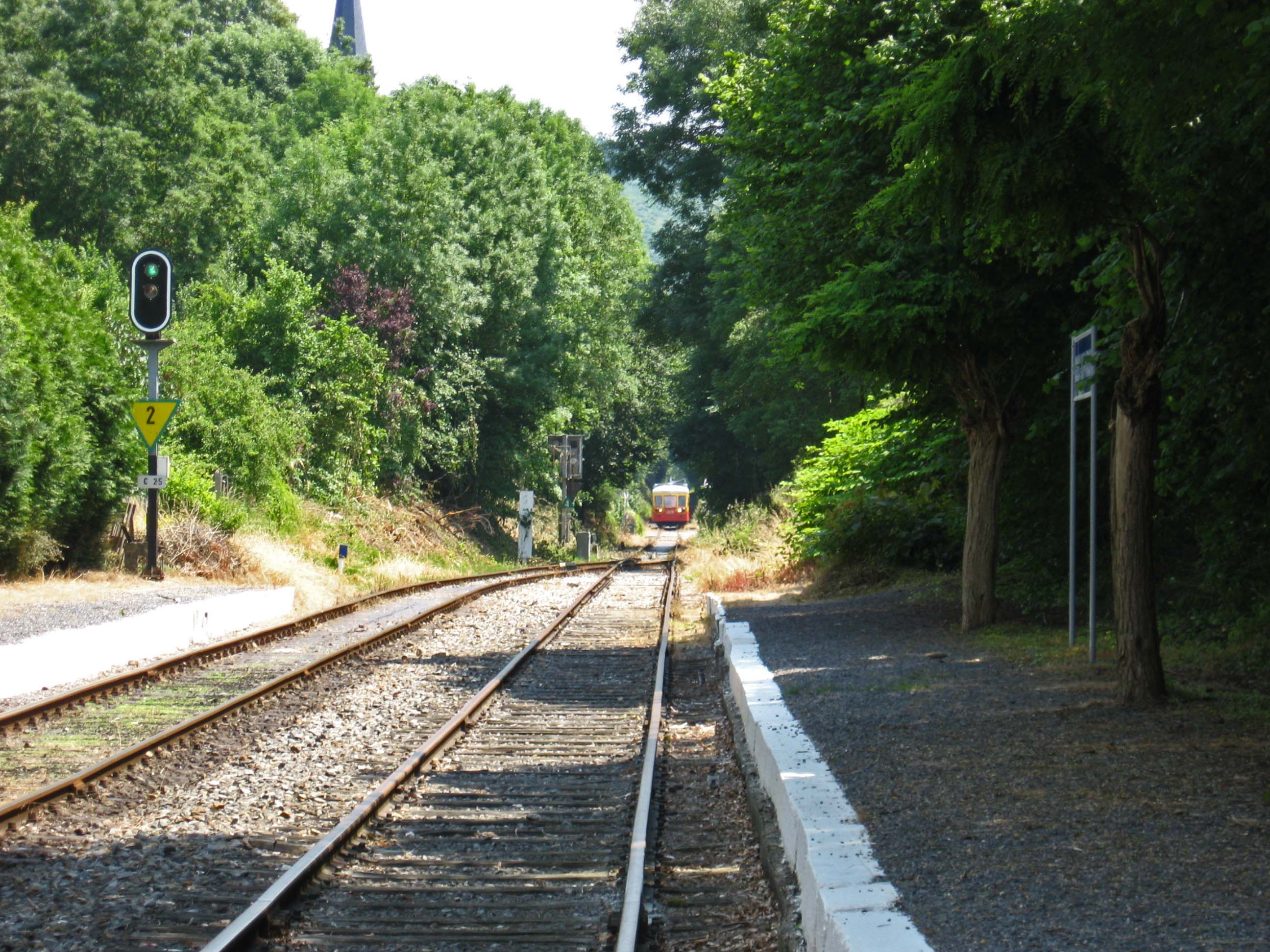
Arrivée d'un autorail.
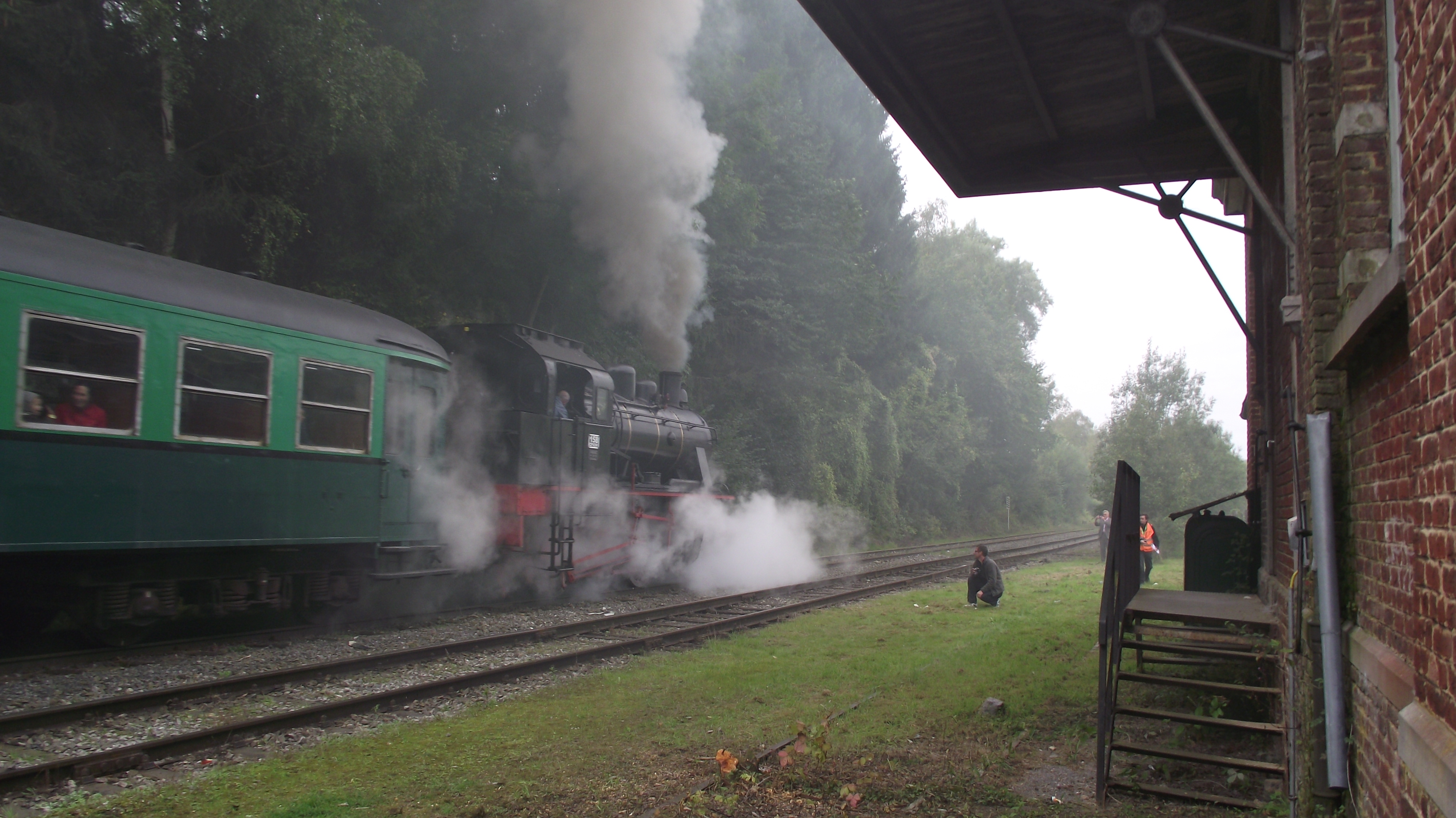
Un train vapeur quitte la gare.

## Patrimoine ferroviaire
L'ancien bâtiment voyageurs, devenu propriété de la commune de Viroinval, a été restauré en 2014. Il possède encore sa marquise de quai d'origine.
La halle aux marchandises est devenue le bâtiment du Pétanque club du Viroin.